# 段繡
段繡（？—？），字弘憲，山西蒲州守禦千戶所軍籍臨汾縣人，明朝政治人物。

## 生平
嘉靖四十年（1561年）辛酉科山西鄉試第二十九名舉人。嘉靖四十一年（1562年）中式壬戌科會試第二百五十三名，三甲第九十名進士。授清苑縣知縣，升南京工部主事。

## 家族
曾祖段清；祖父段銘，義官；父段子素，母盧氏。慈侍下。